# Duel in the Pool
Het Duel in the Pool (letterlijk: Duel in het Zwembad) is een tweejaarlijks zwemevenement waarin twee landen het tegen elkaar opnemen. De eerste editie werd georganiseerd in 2003 op initiatief van de Amerikaanse zwemfederatie USA Swimming. De bedoeling was om uit te maken welk land de grootste zwemnatie ter wereld was, een rivaliteit die al jarenlang aan de gang was tussen de Verenigde Staten en Australië. Beide landen eindigden sinds jaren als beste twee in
het medailleklassement van wereldkampioenschappen en Olympische Spelen.
Na drie opeenvolgende zeges van de Verenigde Staten organiseerde Australië in 2009 een Duel in the Pool tegen Japan, wat door het organiserende land winnend werd afgesloten.

## Opzet
Het Duel in the Pool wordt gezwommen in een 50 meterbad en bestaat sinds 2007 uit 29 onderdelen, waarvan 24 individuele nummers en 5 estafettes. Voor 2007 werd de gemengde estafette niet als vast onderdeel gehouden maar moest het bij een gelijke puntenstand voor de beslissing zorgen, dit is echter nooit nodig geweest.
Verder worden de wedstrijden gehouden volgens de regels van de Internationale Zwemfederatie.
In de individuele nummers nemen minimaal vier en maximaal zes zwemmers deel, twee of drie van elk deelnemend land. Een zwemmer mag in maximaal vier nummers, inclusief de estafettes, starten. De puntenverdeling voor individuele nummers is als volgt:
| Eerste plaats          | 5 punten |
| Tweede plaats          | 3 punten |
| Derde plaats           | 2 punten |
| Vierde plaats          | 1 punt   |
| Vijfde en zesde plaats | 0 punten |

De winnende ploeg in de estafettenummers krijgt 7 punten terwijl de verliezers geen punten krijgen.
De winnaar van het Duel in the Pool wordt bepaald door optelling van alle punten die de zwemmers en zwemsters voor hun land verzamelden.
Sinds 2007 geldt ook het concept "Power Play" waarbij de hoofdcoach van elke ploeg een wedstrijd mag aanduiden waarin zijn of haar zwemmers dan dubbele punten kunnen winnen. Dit kan zowel voor
individuele nummers als bij de estafette gebeuren.

## Erelijst
De eerste editie in 2003 werd drie maanden voor de wereldkampioenschappen zwemmen 2003 georganiseerd. Zowel in 2005 als in 2007 werd het Duel in the Pool
nagenoeg aansluitend op de wereldkampioenschappen gehouden.
| Editie | Datum        | Plaats       | Winnaar          | Verliezer | Score         |
| ------ | ------------ | ------------ | ---------------- | --------- | ------------- |
| 1      | 06/04/2003   | Indianapolis | Verenigde Staten | Australië | 196 - 74      |
| 2      | 02/08/2005   | Irvine       | Verenigde Staten | Australië | 190 - 102     |
| 3      | 03/04/2007   | Sydney       | Verenigde Staten | Australië | 181,5 - 129,5 |
| 4      | 9-10/05/2009 | Canberra     | Australië        | Japan     | 167 - 162     |